# Реналдо Сефас
Реналдо Сефас (англ. Renaldo Cephas; нар. 8 грудня 1999, Кінгстон) — ямайський футболіст, нападник турецького клубу «Анкарагюджю» та національної збірної Ямайки. Виступав також за клуби «Арнетт Гарденс» та «Шкупі».

## Клубна кар'єра
Народився 8 грудня 1999 року в місті Кінгстон, та є вихованцем футбольної школи клубу «Молінес Юнайтед». У професійному футболі дебютував 2019 року виступами за команду «Арнетт Гарденс», в якій грав до 2022 року, взявши участь у 37 матчах чемпіонату. 
У 2022 році Сефас перейшов до македонського клубу «Шкупі», в якому грав до 2023 року, та був одним із основних гравців атакувальної ланки команди, та зумів відзначитись 11 забитими голами в 29 проведених матчах.
З 2023 року ямайський нападник грає в турецькому клубі «Анкарагюджю». Станом на 20 листопада 2024 року відіграв за команду з Анкари 39 матчів в національному чемпіонаті, в яких відзначився 6 забитими голами.

## Виступи за збірну
У 2023 році Реналдо Сефас дебютував у складі національної збірної Ямайки. У складі збірної був учасником розіграшу Кубка Америки 2024 року у США. Станом на листопад 2024 року зіграв у складі збірної 12 матчів, у яких забитими м'ячами не відзначився.